# Cornale (Cornale e Bastida)
Cornale (Curnà in dialetto oltrepadano) è una località di 734 abitanti della provincia di Pavia in Lombardia, sede del comune italiano di Cornale e Bastida. Si trova nella zona nordoccidentale della pianura dell'Oltrepò Pavese, alla destra del Po, tra le foci dei torrenti Scrivia e Curone.

## Storia

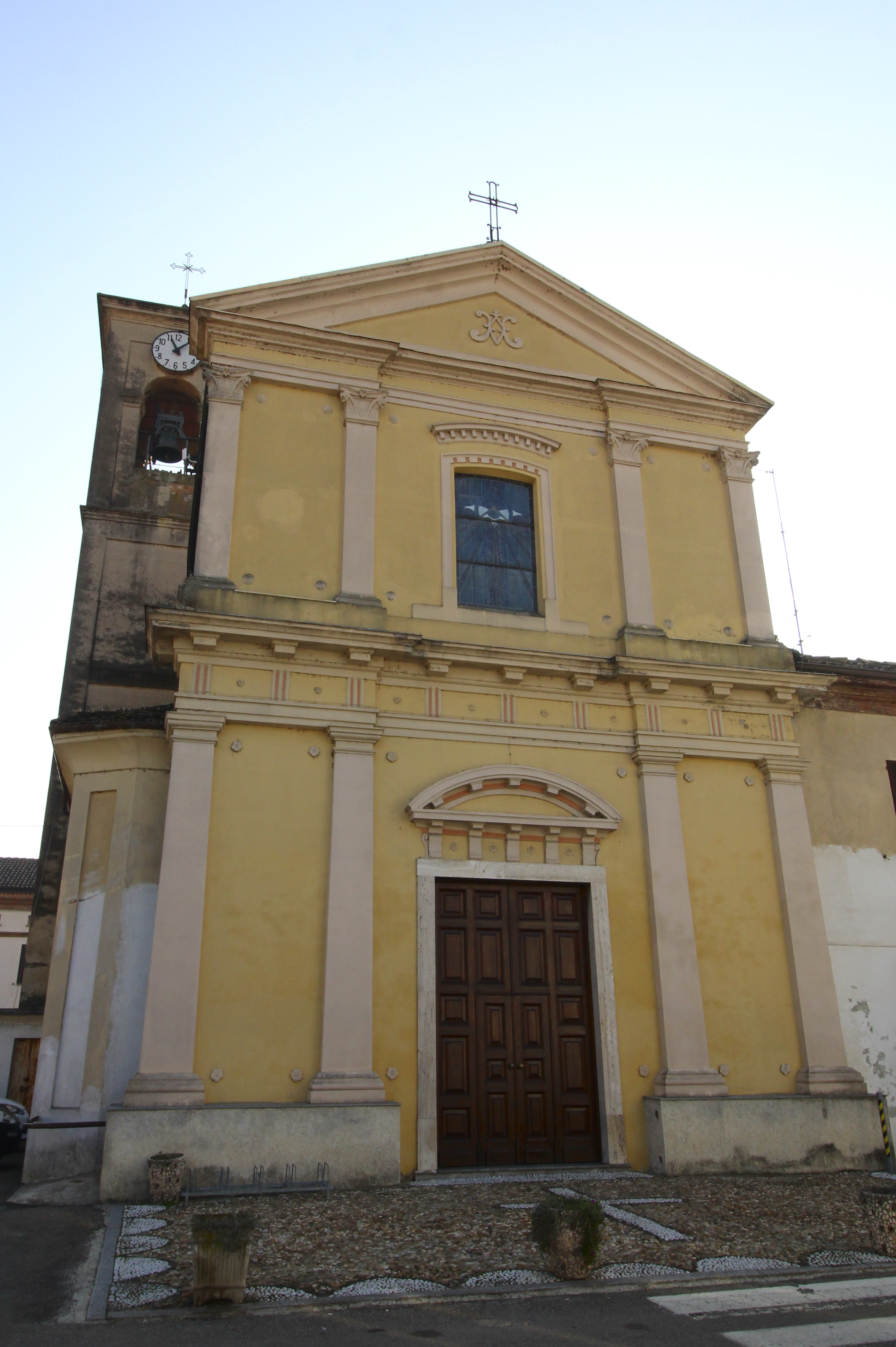
La chiesa della Natività di Maria Vergine

Cornale apparteneva al feudo di Casei, di cui seguì sempre le sorti, passando dai Beccaria ai Torelli di Ferrara, che furono nominati nel 1456 Marchesi di Casei e Cornale.
Nel XVIII secolo il comune era noto con il nome di Cornale con Torello, essendo Torello una grossa frazione posta più a ovest, sul Curone, di fronte a Bastida de' Dossi. Essa scomparve all'inizio del secolo successivo, quando anche Bastida de' Dossi (vedi) fu abbandonata e ricostruita più a sud. Anche Cornale sorgeva allora un poco più a nord, più o meno all'estremità settentrionale del paese attuale. Il paese fu a poco a poco ricostruito, diviso in più nuclei su diverse strade, che solo lentamente si sono fusi in un unico centro, con pianta piuttosto dispersa.
Il 4 febbraio 2014, a seguito di un referendum, Cornale si è unita insieme al limitrofo comune di Bastida de' Dossi nel nuovo ente comunale di Cornale e Bastida.

### Simboli

Vecchio stemma comunale

Lo stemma comunale era stato concesso con decreto del presidente della Repubblica del 18 luglio 2006.
(D.P.R. del 18 luglio 2006)
Il gonfalone era un drappo partito di giallo e di rosso.

## Società

### Evoluzione demografica
Abitanti censiti